# Phacelia strictiflora
Phacelia strictiflora är en strävbladig växtart som först beskrevs av Georg George Engelmann och Gray, och fick sitt nu gällande namn av Samuel Frederick Gray. Phacelia strictiflora ingår i Faceliasläktet som ingår i familjen strävbladiga växter.

## Underarter
Arten delas in i följande underarter:
- P. s. connexa
- P. s. lundelliana
- P. s. robbinsii